# Дистанан
Дистанан — неорганічне з'єднання водню та олова з формулою Sn2H6 або (SnH3)2, гомолог станану, яка може бути отримане відновленням станніту борогідридом калію. Аналог етану C2H6.
Синтезований у дуже незначних кількостях. Ще більш нестійкий, ніж станан. Фізичні властивості не описані. У природі немає і не застосовується. Біологічні та хімічні властивості подібні до властивостей станану. Побічний продукт реакції отримання станану. Нестабільний і розкладається на олово та водень при кімнатній температурі..
Відомі похідні дистанану, отримані заміщенням атомів водню в його молекулі на метил (гексаметилдистанан) та інші одновалентні групи.